# San Juan Chamelco
San Juan Chamelco è un comune del Guatemala facente parte del dipartimento di Alta Verapaz.